# Estación Curicó
Curicó es una estación ferroviaria que pertenece al Troncal Sur, en la Red Sur de los Ferrocarriles del Estado. Se ubica en la comuna y ciudad chilena de Curicó, en calle Maipú, al poniente del trazado fundacional de la ciudad. Frente a su entrada principal nace la calle Arturo Prat, una activa arteria comercial. 

## Historia

### SigloXIX
Se abrió al uso en diciembre de 1866 como parte del Ferrocarril del Sur, denominado en esa época Ferro-Carril entre Santiago i Curicó. 

En la prensa de la época el impacto que tuvo la llegada del ferrocarril a la ciudad fue descrito en primera plana de los titulares del periódico El Pueblo de Curicó, señalando lo siguiente:
“El anciano o el niño, el rico o el pobre, la niña hermosa y elegante y hasta la vieja presumida que chochea, taconeándose de rapé sus arrogadas narices, todos sin excepción se han dado cita a tan bonito recinto”
“Nuestra sociedad va a ganar entonces mucho: los cuentos y los enredos, esa maldita chismografía, desaparecerán, y el espíritu de partido, que tal gangrena social parece ya devorar a algunas de nuestras familias, quedará extinto para siempre”
“Curicó, se puede decir, ha sido últimamente el predilecto de la fortuna: ocupa el rango de provincia y su agricultura va a todas con el ferrocarril un inmenso incremento; pero eso no es todo: nuestra sociedad goza de un bienestar completo, debido al acertado comportamiento del Jefe de la provincia".
En octubre de 1877 se conecta con el Ferrocarril de Talcahuano a Chillán y Angol, integrando la naciente Red Sur. 

### SigloXX
La estación fue cabecera del ramal Curicó-Hualañé desde marzo de 1912, vía que se extendió hasta Licantén el año 1938. El ramal Curicó-Licantén dejó de funcionar en 1977; poco después, sus vías fueron levantadas.
Por décadas fue conocida popularmente como la "estación de las tortas", gracias a la activa venta de tortas curicanas por parte de las "palomas", mujeres vestidas de blanco que ofrecen sus dulces a los viajeros agitando un pañuelo.

### SigloXXI
El edificio construido, de influencia racionalista, tuvo por décadas una techumbre de cerchas metálicas sustentadas por pilares de pino oregón para resguardar sus andenes, la cual fue reemplazada por una estructura metálica apoyada en pilares de hormigón en 2009. No obstante, sufrió graves daños con el terremoto del 27 de febrero de 2010, por lo que tuvo que ser demolida la totalidad de la estructura.
La actual estación de trenes de Curicó corresponde a una casa-habitación, en tanto los andenes están cubiertos por una estructura metálica. Se esperaba que durante 2023 se iniciara la construcción de una nueva estación.
El 12 de abril de 2024 el ministro de Transporte y Telecomunicaciones, Juan Carlos Muñoz, dio inicio a la reconstrucción de la estación y anunció la puesta en marcha del Tren Curicó-Linares para mayo de ese mismo año.
En febrero de 2025 EFE habría decidido cancelar el contrato con la empresa a cargo de las obras de la nueva estación de trenes de Curicó, lo que conllevó a la suspensión de los trabajos de construcción. Esta decisión se habría producido por discrepancias técnicas y financieras con la empresa constructora, lo que obligó a EFE a reevaluar el proyecto.

## Servicios

### Servicios anteriores
- Expreso Maule

### Servicios actuales
- Tren Chillán-Estación Central
- Tren Curicó-Linares